# یواس‌اس والدز (اف‌اف-۱۰۹۶)
یواس‌اس والدز (اف‌اف-۱۰۹۶) (به انگلیسی: USS Valdez (FF-1096)) یک کشتی بود که طول آن ۴۳۸ فوت (۱۳۴ متر) بود. این کشتی در سال ۱۹۷۳ ساخته شد.